# 부산역 (도시철도)
부산역(Busan station, 釜山驛)은 대한민국 부산광역시 동구 초량동에 있는 부산 도시철도 1호선의 전철역이다. 인근에 경부선의 부산역, 초량 외국인 상가, 부산 시티 투어 승강장이 있다. 2012년 1월 말 경부터 서면 방면으로 버스 환승 센터가 개통되었다. 말 그대로 부산광역시에 있어서 역명이 부산역이다.

## 역사
- 1987년 5월 15일 : 부산 도시철도 1호선 개통과 함께 영업 개시

## 역 구조
2면 2선의 상대식 승강장이 있는 지하역이다. 스크린도어가 설치되어 있다. 출구는 7개다. 
반대편 승강장으로 이동이 불가능하다. 

### 승강장
| 중앙 ↑ |
| \| 상  |
| ↓ 초량 |

| 상행 | ● 부산 도시철도 1호선 | 중앙・남포・사하・신평・다대포해수욕장 방면 |
| 하행 | ● 부산 도시철도 1호선 | 서면・연산・동래・노포 방면                 |

## 역 주변
- 부산역(한국철도공사)
- 부산역 광장
- 광장관광호텔
- 부산봉래초등학교
- 차이나타운
- 부산화교중고등학교
- 아리랑관광호텔
- 대한항공 부산지점
- 초량1동행정복지센터
- 초량2동행정복지센터
- 초량초등학교
- 토요코인호텔 부산역 1호점
- 한국토지주택공사 부산울산지역본부
- 메리놀병원
- 국제여객터미널

## 승차량 변동
| 노선  | 승차 인원 | 승차 인원 | 승차 인원 | 승차 인원 | 승차 인원 | 승차 인원 | 승차 인원 | 주 석 |
| 노선  | 2002년    | 2003년    | 2004년    | 2005년    | 2006년    | 2007년    | 2008년    | 주 석 |
| ----- | --------- | --------- | --------- | --------- | --------- | --------- | --------- | ----- |
| 1호선 | 25186     | 22270     | 22178     | 21482     | 19148     | 17765     | 17805     | [ 1 ] |
| 노선  | 2009년    | 2010년    | 2011년    | 2012년    | 2013년    | 2014년    | 2015년    |       |
| 1호선 | 17707     | 18502     | 20860     | 20869     | 21589     | 21863     | 21650     | [ 1 ] |

## 사진

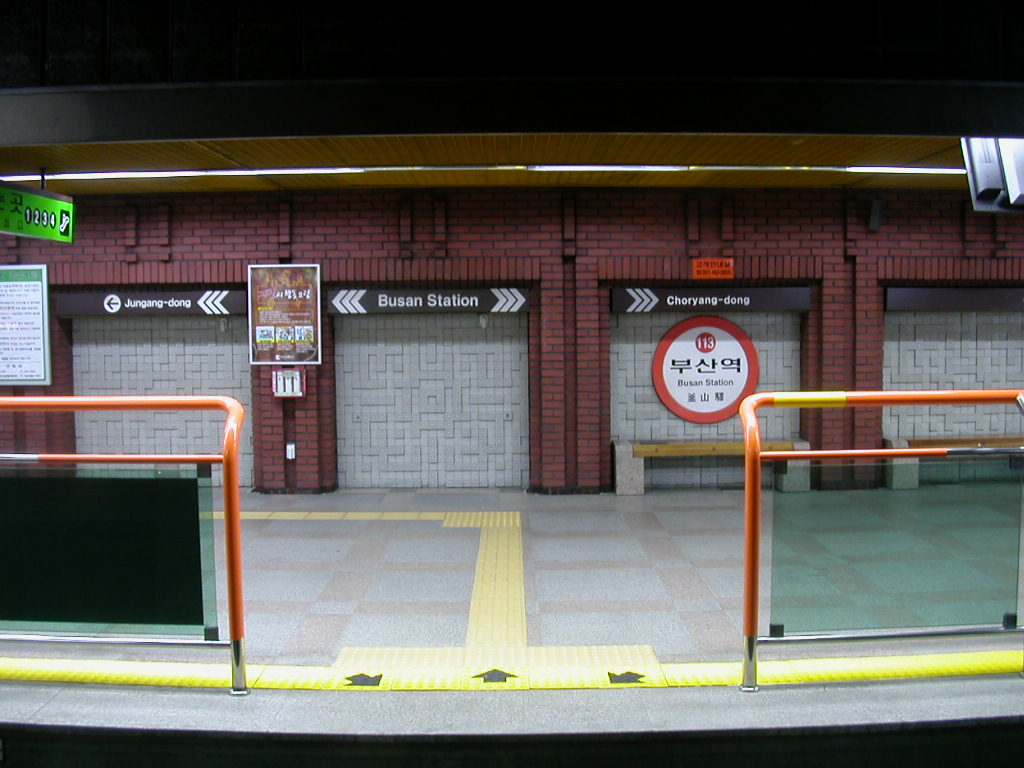
승강장(스크린도어 설치 전)
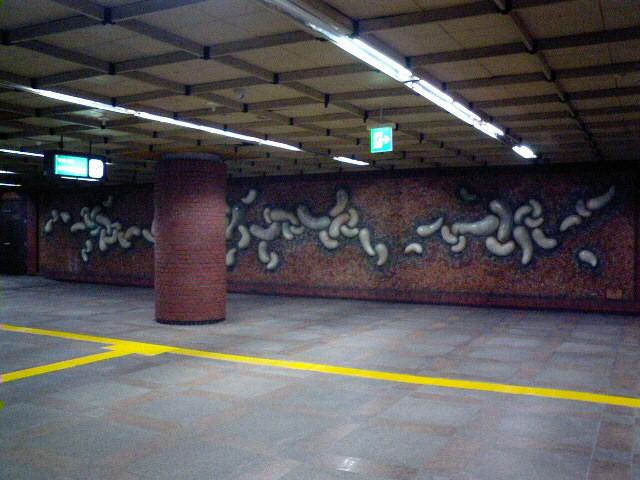
대합실
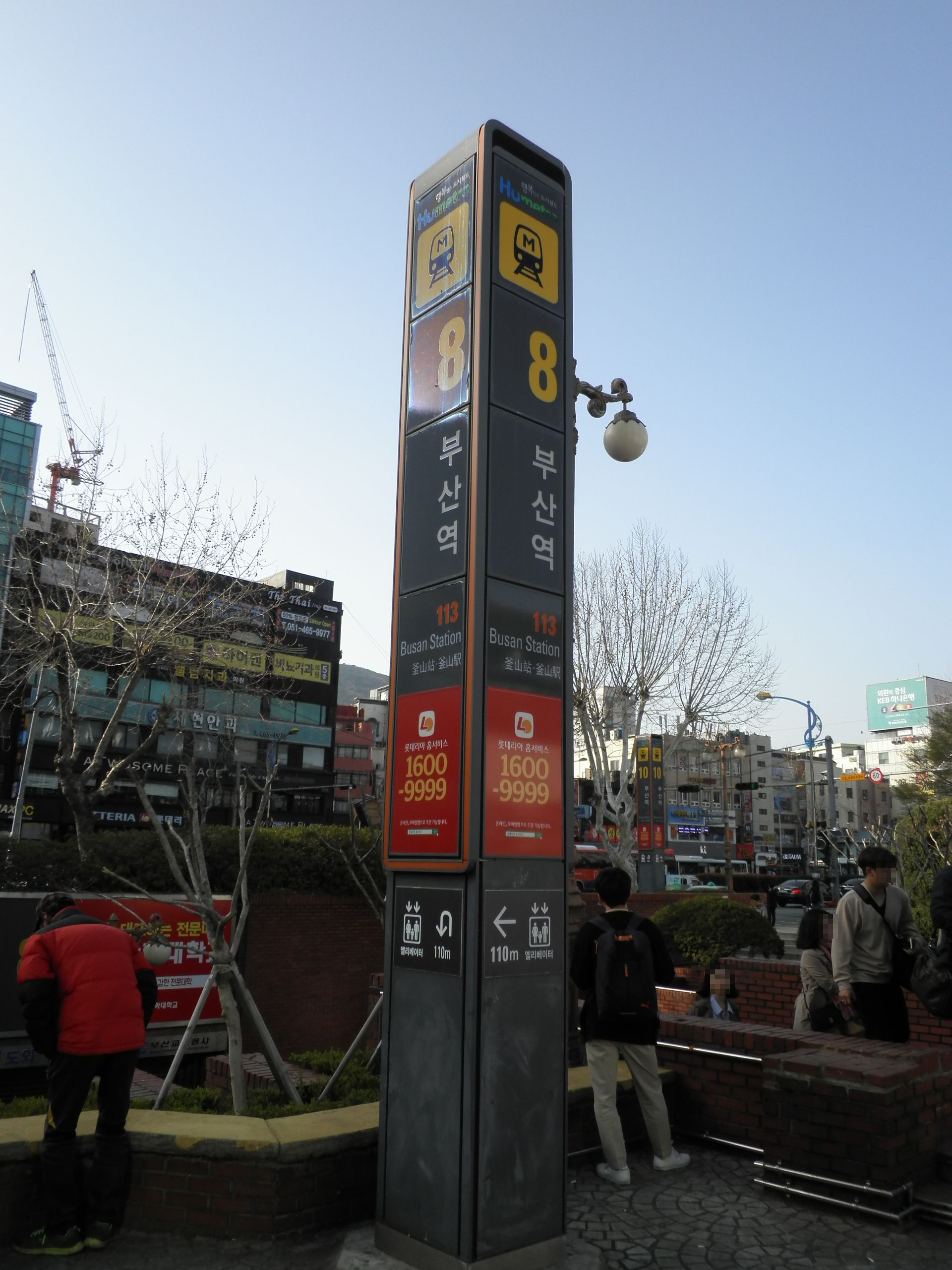
8번 출구

## 인접한 역
| 부산 도시철도 1호선          | 부산 도시철도 1호선   | 부산 도시철도 1호선 |
| ---------------------------- | --------------------- | ------------------- |
| 112 중앙 다대포해수욕장 방면 | ● 부산 도시철도 1호선 | 114 초량 노포 방면  |

## 같이 보기
- 부산역(한국철도공사)